# Anar Dara
Anar Dara (persiska: انار دره) är en distriktshuvudort i Afghanistan. Den ligger i distriktet Anar Dara och provinsen Farah, i den västra delen av landet, 700 kilometer väster om huvudstaden Kabul. Antalet invånare är 10 023.